# Рейш, Станислав Евгеньевич
Станислав Евгеньевич Рейш (род. 17 апреля 2003, Новосибирск, Россия) — российский профессиональный баскетболист, играющий на позиции тяжёлого форварда.

## Карьера
Рейш является воспитанником новосибирской баскетбольной школы Станислава Макшанцева.
В сезоне 2021/2022 Рейш выступал за «Новосибирск» в ДЮБЛ. Средняя статистика Станислава в 24 матчах составила 13,8 очка, 5,9 подбора, 1,3 перехвата, 0,9 передачи и 0,9 блок-шота.
Зимой 2021 года Рейш хорошо проявил себя в играх против юношеской команды «Автодора» в ДЮБЛ. Вернувшись в Новосибирск, Станислав узнал, что президент «Автодора» Владимир Родионов хочет видеть его в составе молодёжной команды саратовского клуба.
В июле 2021 года Рейш подписал с «Автодором» 5-летний контракт.
7 марта 2022 года Рейш дебютировал на профессиональном уровне. В матче Единой лиги ВТБ против ЦСКА (86:102) Станислав провёл на площадке 2 минуты 48 секунд, но результативными действиями не отметился.

## Сборная России
В мае 2021 года Рейш принял участие в просмотровом сборе юниорской сборной России (до 18 лет).